# Хмельницкая епархия ПЦУ
Хмельницкая епархия Православной Церкви Украины (укр. Хмельницька єпархія Православної Церкви України) — епархия Православной церкви Украины в административных границах Хмельницкой области. По состоянию на 2013 год епархия насчитывала 234 прихода, объединенных в 21 благочиние.

## История
Епархия была основана в 1991 году в  Украинской автокефальной православной церкви (УАПЦ), но в 1992 году присоединилась к новооснованной Украинской православной церкви Киевского патриархата. С 15 декабря 2018 года принадлежит к Православной церкви Украины.

### Правящие архиереи
- 23 июня 1991 — 25 июня 1992 — епископ Антоний (Фиалко)
- сентябрь 1992 — ноябрь 1992 — епископ Иоанн (Сиопко)
- 17 декабря 1992 — 25 июня 1993 — епископ Стефан (Ладчук)
- 17 июня 1995 — 19 октября 1995 — епископ Мефодий (Кудряков)
  - 23 октября 1995 — 27 октября 1997 — епископ Тернопольский и Кременецкий Иов (Павлишин) и. о.
- 27 октября 1997 — 23 марта 2021 — митрополит (до 2004 года — епископ, до 2012 года — архиепископ) Антоний (Махота)
  - 24 марта 2021 — 24 мая 2021 —  архиепископ Тернопольский и Кременецкий Нестор (Пысик) и. о.
- с 24 мая 2021 — епископ Павел (Юристый)